# Frans Klinkhamer
Frans R. Klinkhamer ist ein niederländischer theoretischer Physiker und Hochschullehrer am Karlsruher Institut für Technologie (KIT), der sich mit Elementarteilchenphysik und Quantenfeldtheorie befasst.
Klinkhamer wurde 1983 an der Universität Leiden promoviert. Er ist seit 1994 Professor am KIT in Karlsruhe.
Er ist bekannt für die Einführung (1984 mit Nicholas Manton) von Sphaleronen als nichstörungstheoretische Anregungen des elektroschwachen Feldes, die eine Rolle in der Baryogenese spielen. Das hat er auch danach weiter erforscht, dazu auch Sphaleronen in anderen Quantenfeldtheorien wie der QCD. Eine weitere Forschungsrichtung sind CPT-Anomalien, das heißt die Brechung von CPT-Symmetrie und Lorentz-Invarianz in chiralen Eichfeldtheorien über topologisch nichttrivialen Mannigfaltigkeiten mit Anwendung in der Kosmologie (Zeitpfeil), das Problem der kosmologischen Konstante, wobei er die Unterdrückung des Beitrags von Quantenfluktuationen in einer neuen Theorie mit G. E. Volovik 2008 zu erklären versucht, und die Struktur der Raumzeit auf der Planck-Skala (zum Beispiel Raum-Zeit Defekte aufgrund Soliton-artiger Lösungen klassischer Feldgleichungen und Einfluss von Raum-Zeit-Defekten auf Photonen mit viel größeren Wellenlängen über eine modifizierte Maxwell-Theorie mit Auswirkungen auf mögliche Beobachtungen von Brechung der Lorentz-Invarianz in Schauern kosmischer Strahlung).

## Schriften (Auswahl)
Außer den in den Einzelnachweisen aufgeführten Arbeiten:
- mit Nicholas Manton: A saddle-point solution in the Weinberg-Salam theory, Phys. Rev. D, Band 30, 1984, S. 2212–2220
- A CPT Anomaly, Nucl. Phys. B, Band 578, 2000, S. 277–289
- mit C. Adam: Causality and CPT violation from an Abelian Chern–Simons-like term, Nuclear Phys. B, Band 607, 2001, S. 247–267
- CPT violation: mechanism and phenomenology, 7th Int. Wigner Symposium 2001, arxiv
- Electroweak Baryon Number Violation, 14. Rencontre de Blois, 2002, arxiv
- Fundamental time asymmetry from nontrivial space topology, Phys.Rev. D, Band 66, 2002, S.  047701, ,arxiv
- mit C. Adam: Photon decay in a CPT-violating extension of quantum electrodynamics, Nucl. Phys. B, Band 657, 2003, S. 214–228
- mit C. Rupp: Sphalerons, spectral flow, and anomalies,  J. Math. Phys., Band 44, 2003, S. 3619–3639, arxiv
- Nontrivial spacetime topology, CPT violation, and photons, Symposium für Gustave Branco, Lissabon 2005, arxiv
- mit Volovik: Dynamic cancellation of a cosmological constant and approach to the Minkowski vacuum, Mod. Phys. Lett. A, Band 31, 2016, S. 1650160,  arxiv